# Agave atrovirens
Agave atrovirens é uma espécie de planta com flor pertencente à família Agavaceae. 
A autoridade científica da espécie é Karw. ex Salm-Dyck, tendo sido publicada em Salm-Dyck, Hort. (1834) 302.

## Portugal
Trata-se de uma espécie presente no território português, nomeadamente em Portugal Continental e no Arquipélago da Madeira.
Em termos de naturalidade é introduzida nas duas regiões atrás referidas.

## Protecção
Não se encontra protegida por legislação portuguesa ou da Comunidade Europeia.